# Subotiw (Tscherkassy)
Subotiw (ukrainisch Суботів, russisch Суботов Subotow, polnisch Subotów) ist ein Dorf im Südosten der Oblast Tscherkassy in der Ukraine mit etwa 570 Einwohnern (2023). Es gilt als Geburtsort des ukrainischen Ataman und Nationalhelden Bohdan Chmelnyzkyj.
In der Ortschaft befindet sich ein Museum und eine im ukrainischen Barock errichtete Kirche.

## Geographische Lage
Das erstmals 1616 schriftlich erwähnte Dorf liegt am rechten Ufer des Tjasmyn, einem Nebenfluss des Dneprs, 15 km nordwestlich vom ehemaligen Rajonzentrum Tschyhyryn und 58 km südöstlich vom Oblastzentrum Tscherkassy. Durch das Dorf verläuft die Regionalstraße P−10.
Am 13. August 2018 wurde das Dorf ein Teil der neugegründeten Stadtgemeinde Tschyhyryn, bis dahin bildete es die gleichnamige Landratsgemeinde Subotiw (Суботівська сільська рада/Subotiwska silska rada) im Süden des Rajons Tschyhyryn.
Am 17. Juli 2020 kam es im Zuge einer großen Rajonsreform zum Anschluss des Rajonsgebietes an den Rajon Tscherkassy.

## Persönlichkeiten
Subotiw ist der Geburtsort des 1595 geborenen Kosakenhetman und Gründer des ersten Kosakenstaates Bohdan Chmelnyzkyj und dessen ältestem Sohn Tymofij Chmelnyzkyj (1632–1653).

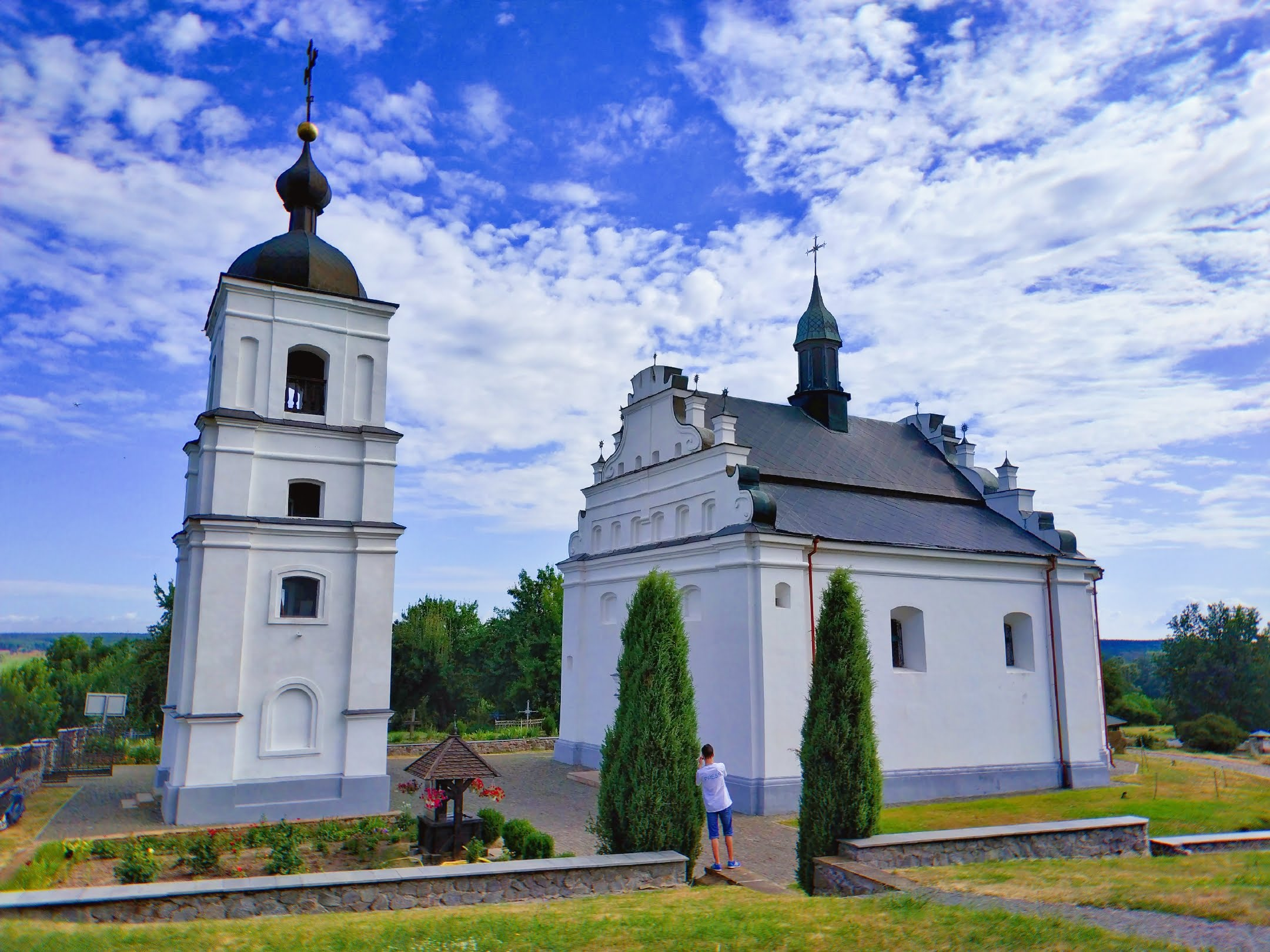
Kirche in Subotiw
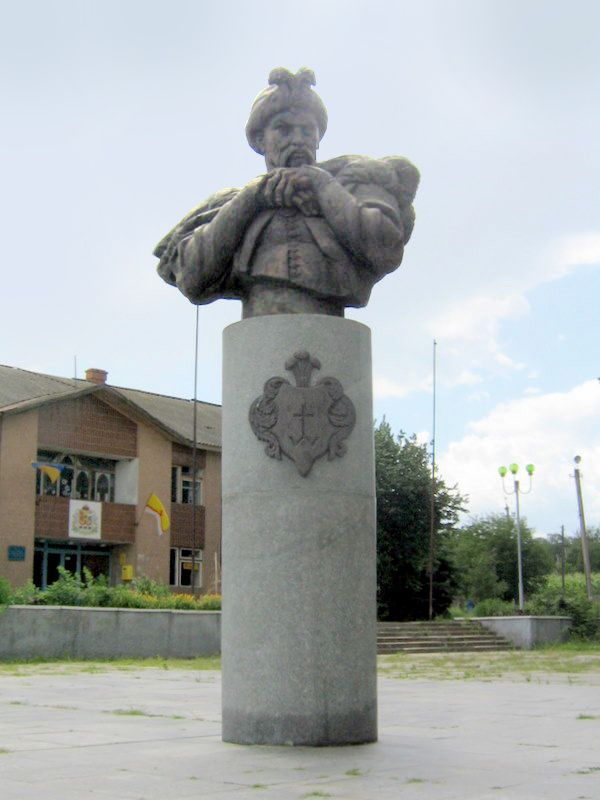
Bohdan-Chmelnyzkyj-Denkmal
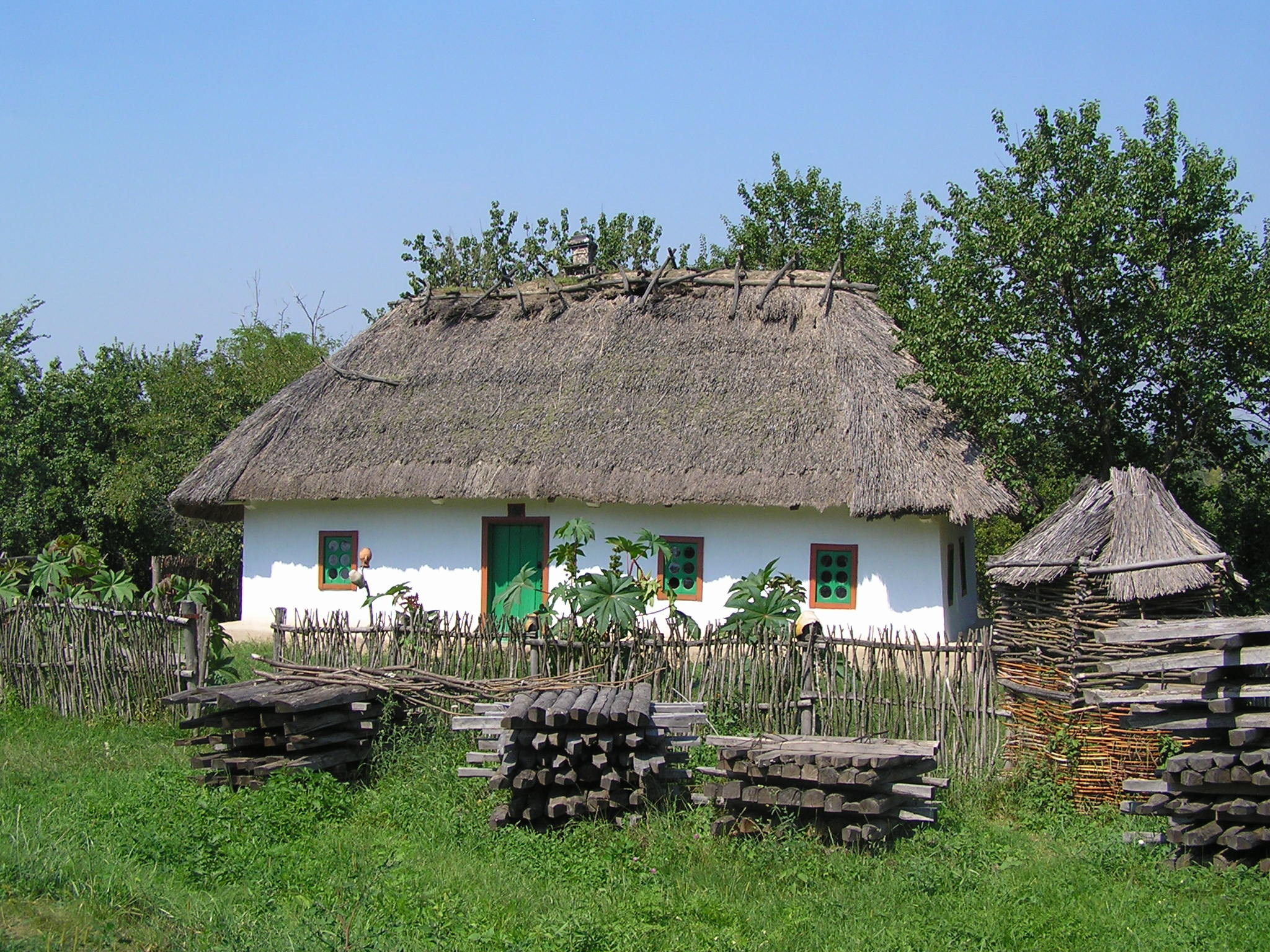
Haus aus dem 19. Jahrhundert
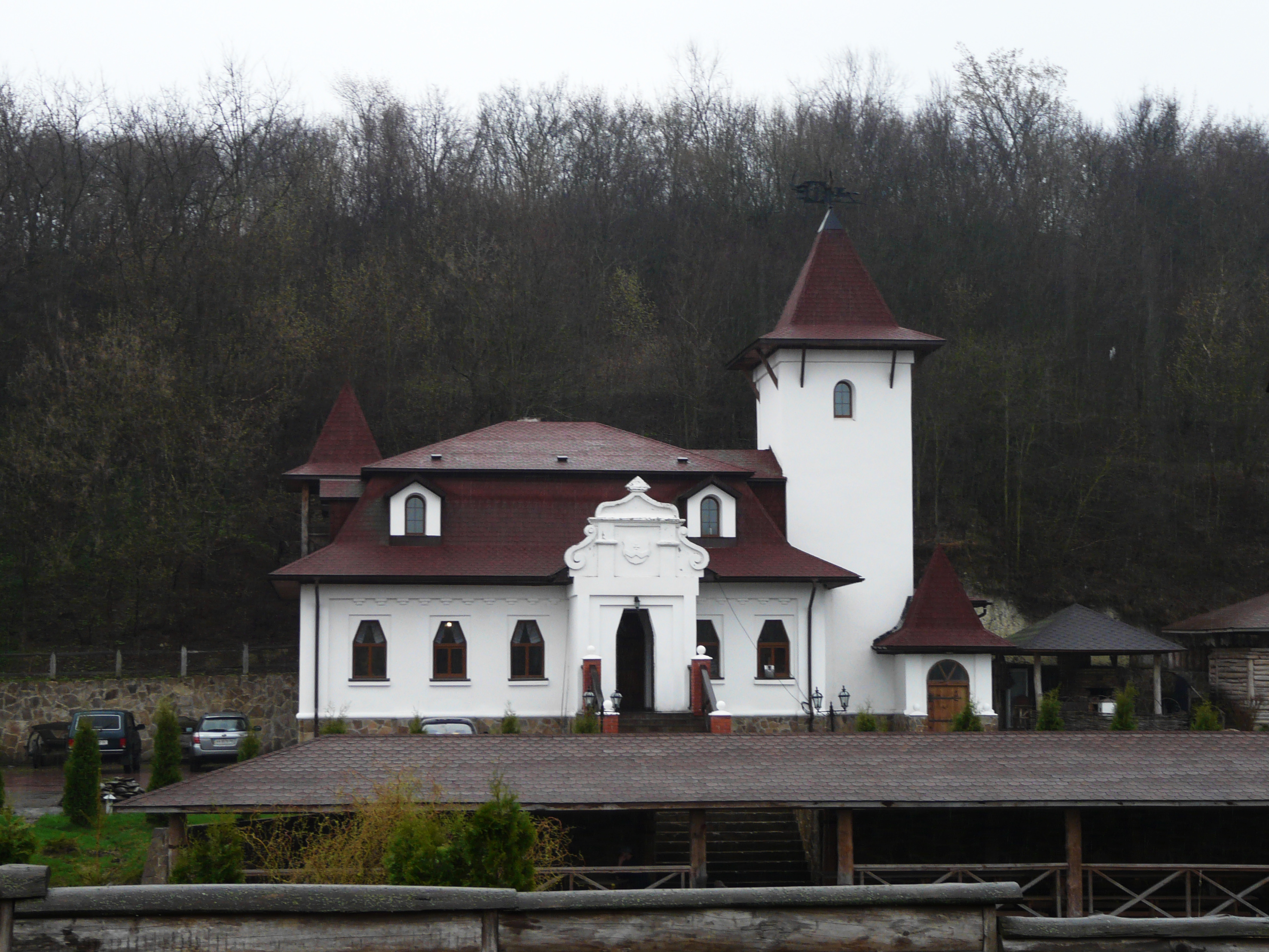
Museum